# Vexillum (znak bojowy)

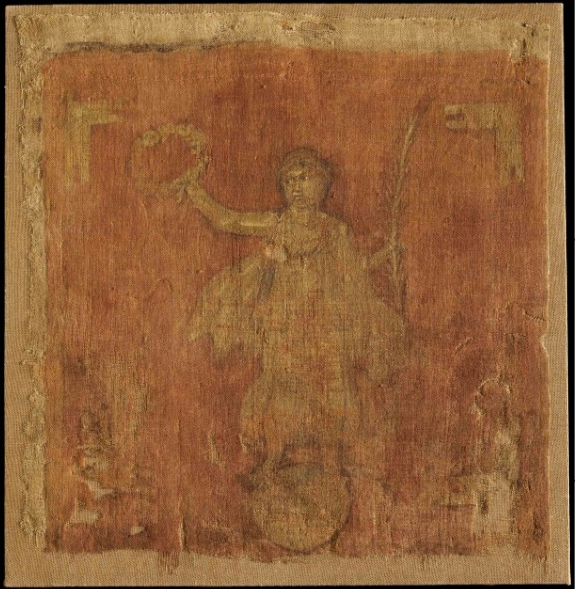
Jedyne zachowane vexillum. III w. n.e. Muzeum Sztuk Pięknych im. Puszkina w Moskwie

Vexillum – znak bojowy rzymskich legionów. Był to sztandar wojskowy mający formę kwadratowego kawałka materiału z godłem, zawieszonego na poprzecznej belce zamocowanej do długiego drzewca. Znak noszony był przez vexillariusa („starszego niosącego sztandar”). 
Spotykany na monetach jako atrybut Fides Militum.